# Lisbeth Grönfeldt Bergman
Lisbeth Grönfeldt Bergman, née le 20 septembre 1948 à Göteborg, est une femme politique suédoise.
Membre du parti des Modérés, elle siège au Parlement européen de 2000 à 2004 et au Riksdag de 2006 à 2010.